# Монтеново (Форли-Чезена)
Монтеново (итал. Montenovo) је насеље у Италији у округу Форли-Чезена, региону Емилија-Ромања.
Према процени из 2011. у насељу је живело 258 становника. Насеље се налази на надморској висини од 223 м.